# Îles Aléoutiennes
Ne doit pas être confondu avec Arc des Aléoutiennes.

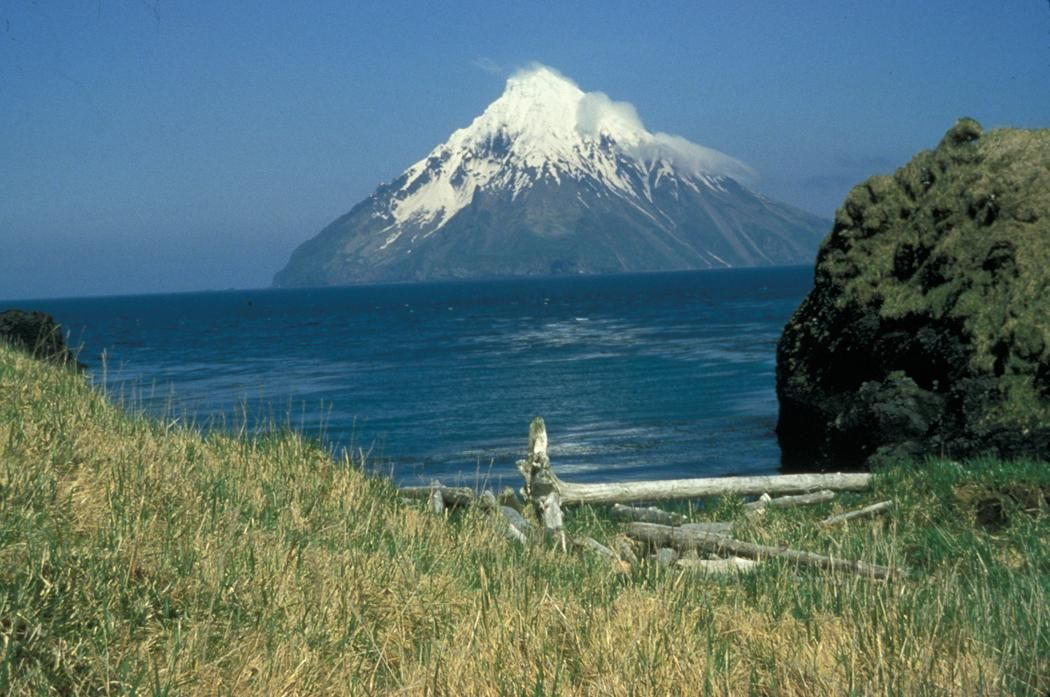
Île Chagulak des Aléoutiennes.

Les îles Aléoutiennes (en anglais : Aleutian Islands ; en russe : Алеутские островa ou Alieoutskiye ostrova) forment un archipel situé en mer de Béring entre les péninsules du Kamtchatka et de l'Alaska. Du point de vue administratif, les îles  font majoritairement partie de ce dernier État. Les deux îles les plus occidentales appartiennent à la fédération de Russie. L'ensemble est composé de 302 îles volcaniques s'étirant entre l'extrémité orientale de l'île Unimak, en Amérique du Nord, et la pointe  nord-ouest de l'île Béring, à 181 kilomètres des côtes russes. L'orthodromie joignant ces deux extrémités s'élève à 1 926 km. L'île Béring est une des deux terres des îles Komandorski, ou îles du Commandeur, restées administrées par la Russie. Elle forme avec l'île Medny le raïon des Aléoutiennes.

## Géographie
L'archipel se déroule sur environ 2 330 kilomètres selon un axe semi-circulaire approximativement est-ouest depuis la péninsule d'Alaska jusqu'au Kamtchatka. Les détroits issus de cette succession d'îles permettent le passage de l'océan Pacifique à la mer de Béring.
Les îles Aléoutiennes font partie de la ceinture de feu du Pacifique. Elles forment un arc d'îles volcaniques qui ont surgi lors de la subduction de la plaque pacifique sous la plaque nord-américaine. Elles sont fortement sismiques et comportent 57 volcans.
Unimak est la plus grande île de l'archipel avec 4 069 km2. Elle abrite le sommet de l'archipel, le mont Shishaldin. Au centre de l'archipel se trouvent les îles Andreanof (États-Unis), qui s'étendent sur environ 440 kilomètres et comportent des îles volcaniques (Tanaga, Gareloi) et de petites îles inhabitées (Petite Tanaga, Chisak). À l'ouest se trouvent deux îles sous souveraineté russe : ce sont les îles Medny et Béring qui constituent les îles Komandorski.

## Histoire
Aux XVIIe et XVIIIe siècles, la Russie a été fortement impliquée dans le commerce de la fourrure de zibeline. Le tsar Pierre Ier le Grand souhaitait développer cette activité en trouvant de nouvelles populations à chasser. Les chasseurs russes s’installèrent de plus en plus loin en Sibérie jusqu’au Kamtchatka, presqu’île riche en zibelines, mais où l'on trouvait aussi des loutres de mer. En 1741 et 1742, Vitus Béring et Alekseï Tchirikov furent chargés par le gouvernement russe d’explorer le Pacifique nord et de tracer une route maritime vers l’Amérique à partir des nouvelles possessions russes d’Extrême-Orient. Lors de leur hivernage 1741-1742, les équipages récoltèrent des peaux de loutre. En 1742, les survivants de l’expédition (Béring était mort) revinrent en Russie avec 900 peaux de loutres, qui intéressèrent vivement les marchands de fourrure. Avec jusqu'à 170 000 poils par centimètre carré, la fourrure de loutre de mer est particulièrement dense et soyeuse. Ce fut le début de la grande chasse.
Les îles furent cartographiées de façon précise en 1778, lors du troisième voyage autour du monde du Britannique James Cook.

### La colonisation russe de l'Amérique
Les Russes envoyèrent de nombreux bateaux chasser la fourrure de loutre. Après l’épuisement des populations nord-asiatiques de loutres, la prise des îles Aléoutiennes puis de l’Alaska par la Russie fut largement motivée par la volonté d’étendre les territoires de chasse à la loutre, devenue une activité particulièrement rentable. La fourrure de loutre se vendait en effet non seulement en Europe, mais aussi à prix d'or sur les marchés chinois.
En 1784, les Russes établirent des comptoirs de traite sur les îles Aléoutiennes et sur la côte de l'Amérique, en Alaska. Des postes côtiers furent construits à Attu, Agattu et Unalaska, dans les îles Aléoutiennes, ainsi que dans l'Île Kodiak, au large de l'embouchure du golfe de Cook (Alaska). Dix-huit mois plus tard, une colonie fut établie sur le continent, en face de l'anse Cook.
Avant l'arrivée des Européens, les îles étaient peuplées par les Aléoutes. Les populations indigènes furent souvent férocement traitées. Des Aléoutes furent réduits en esclavage, et d’autres auraient été pris en otages pour forcer la population indigène à chasser la loutre pour le compte des marchands russes. On comptait environ 25 000 Aléoutes avant l’arrivée des Russes, ils n’étaient plus que 3 892 en 1885.
Les habitants de la zone administrative des Aléoutiennes (qui inclut une partie de la péninsule de l'Alaska) étaient 8 162 au recensement de 2000, dont 4 283 sur l'île principale d'Unalaska. Les personnes se déclarant Native Americans étaient en tout 2 150. Dans les catégories des recensements américains, les Natives Americans sont les descendants des populations originelles, dans le cas présent, les Aléoutes. Le nombre de personnes ayant une origine au moins partiellement aléoute est sans doute plus important.

### L'achat de l'Alaska en 1867
Après l'épuisement des populations de loutres de mer, l'Alaska et les Aléoutiennes perdirent leur intérêt pour l'Empire russe, qui les revendit aux États-Unis en 1867.

### La Seconde Guerre mondiale
Certaines îles (Attu et Kiska) furent occupées par le Japon pendant la Seconde Guerre mondiale, et furent le théâtre d'une âpre bataille entre le Japon et les Alliés, la seule qui eut lieu sur le territoire américain.
Aujourd'hui, les îles Aléoutiennes appartiennent en majorité à l'État de l'Alaska.  Cependant, la Russie a conservé un groupe insulaire, les îles du Commandeur, qui dépendent du kraï du Kamtchatka, en Russie.

## Économie
Les ressources halieutiques de cette zone de l'océan Pacifique Nord sont importantes. En 2007, 353 000 tonnes de produits de la mer ont transité par les quais de Dutch Harbor, premier port de pêche des États-Unis. Dutch Harbor n'est pas vraiment une ville, plutôt une zone industrielle avec quelques petits immeubles de bureaux et d'habitations, située sur la petite île d'Amaknak dépendant de la ville d'Unalaska. De plus en plus d'étrangers viennent travailler dans les usines de conditionnement de poisson.
L'économie est essentiellement dépendante de la présence de l'armée et des garde-côtes. L'agriculture est confinée à la subsistance, avec des cultures de pommes de terre et l'élevage de poulets en intérieur. Le tourisme (essentiellement tourné vers les amateurs d'ornithologie) est peu développé.